# 林元性
林元性（1928年10月18日—2018年2月11日），是一位越南共和國海軍（南越海軍）的退役少將，曾任海軍司令。1975年西貢陷落後取得美國的庇護權，赴美初期曾任職於維吉尼亞州達格倫的美國海軍水面作戰中心。之後由於自身的反共立場，而投身於在美越僑組成的流亡組織「自由越南政府」。2018年2月11日在美國弗吉尼亞州逝世。

## 生涯
1967年5月，林元性擔任大叻政戰大學創始人和第一任校長。1968年和1969年，他主持了政戰大學第二期的開學典禮和第一期的畢業典禮。1970年7月，他奉命將政戰大學移交給阮國瓊上校。

### 學歷
- 西貢航海商船學院畢業（Học viện Hải thương Sài Gòn，1948年）
- 越南海軍官校第1期（Trường Sĩ Quan Hải Quân Việt Nam，1952年）
- 美國海軍研究院，1958年
- 美國海軍船塢管理學校（Naval Shipyard Management School，1960年）
- 美國海軍戰爭學院，1965年
- 美國國防管理學院（National Defense Management College，1973年）

### 越南共和國海軍
- 越南共和國東部水軍部隊指揮官（Chỉ huy của lực lượng thủy quân miền Đông Việt Nam Cộng hòa，1954年）
- 越南共和國艦隊指揮官（Chỉ huy của Hạm đội Việt Nam Cộng hòa，1955年）
- 西貢海軍造船廠廠長（Chỉ huy của xưởng đóng tàu Sài Gòn，1960年）
- 越南共和國海軍司令（Tư lệnh Hải quân Quân lực Việt Nam Cộng hòa，1974年－1975年）
- 海軍作戰部長（Người chỉ huy các chiến dịch của thủy quân，1975年）

## 榮譽
- 第五等保國勳章[2]

## 外部鏈接
- Biography of Mr. Lâm Nguơn Tánh, Admiral